# Peng Shuai
Peng Shuai (彭帅}S, Péng ShuàiP; Xiangtan, 8 gennaio 1986) è una tennista cinese.
Ex numero uno del mondo in doppio, ha vinto, insieme a Su-Wei Hsieh, due titoli del Grande Slam. In singolare, il suo massimo risultato raggiunto è stata la semifinale del 2014 agli US Open.

## Biografia
Alta 177 centimetri e pesante 61 chilogrammi, la sua carriera professionistica è cominciata nel 2001. Gioca il diritto e il rovescio (il suo colpo migliore) a due mani, e può vantare una notevole intelligenza tennistica. La sua migliore posizione in singolo in classifica fu la 14ª (22 agosto 2011) e in doppio la 1ª (17 febbraio 2014). Peng Shuai è giunta sei volte in finale: a Strasburgo nel 2006 perse contro Nicole Vaidišová 7–6(7), 6-3, a Forest Hills nel 2008 perse contro Lucie Šafářová 6-4, 6-2, nel 2008 a Guangzhou perse contro Vera Zvonarëva 6(4)–7, 6-0, 6-2, nel 2011 a Bruxelles venne sconfitta da Caroline Wozniacki con il punteggio di 2-6 6-3 6-3 e due anni dopo nuovamente viene sconfitta nel torneo belga da Kaia Kanepi. Nel 2014 ha la peggio a Shenzhen Open contro la connazionale Li Na mentre nel doppio conquista il diciassette febbraio la testa della classifica WTA diventando la prima cinese in cima ad una classifica tennistica.
Infine, nell'ottobre del 2016 si aggiudica il suo primo torneo WTA in singolare, battendo in finale Alison Riske a Tientsin (Cina).
Fa parte della generazione tennistica cinese più vincente insieme alle compagne Li Na (n. 6 del ranking, vincitrice di due Slam), Jie Zheng (ex n.15, semifinalista a Wimbledon nel 2008 e agli AO del 2010, e n.3 in doppio), Zi Yan (ex. n.4 in doppio, vincitrice degli AO 2006 e di Wimbledon 2006 con l'amica Jie Zheng e di altri 15 tornei).

## Carriera

### 2000 - 2004
Nel 2000 vince il Torneo Avvenire battendo in finale Marija Šarapova.
Si affaccia poi nel circuito ITF, dove raggiunge varie semifinali e finali ed imponendosi in 5 tornei, raggiungendo il best ranking al n.°226. Durante l'arco del 2004 raggiunge tre finali ITF vincendone 3. Partecipa alle qualificazioni al Roland Garros, ma non le supera venendo eliminata all'ultimo turno.
Entra direttamente nel tabellone a Wimbledon, ma viene eliminata dalla 14ª testa di serie Silvia Farina Elia. Supera brillantemente le qualificazioni a Cincinnati per poi cedere alla Zvonarëva nei quarti; questo risultato le vale l'ingresso delle top 100. Nel torneo di casa a Guangzhou supera il primo turno, mentre nel secondo turno concede solo un game alla n.°41 del mondo Marion Bartoli. Finisce il suo bel torneo nei quarti contro Li Ting. Finisce l'anno nelle prime 80 giocatrici del mondo.

### 2005
Il 2005 della cinese è l'anno della svolta. A Sydney supera le qualificazioni ed elimina al primo turno Mashoana Washington, al secondo la n.3 del mondo Anastasija Myskina, nei quarti la russa Nadia Petrova, ma il suo brillante torneo termina alla semifinale contro la Molik. Esce al secondo turno a Melbourne contro Venus Williams, ma ben figurando nonostante il netto punteggio di 6-3 6-1. Dopo due mesi di stop rimediati da un infortunio, ritorna sulla terra raggiungendo il secondo turno a Charleston e ad Amelia Island, il terzo turno a Berlino, i quarti a Strasburgo e il secondo turno al Roland Garros, dove riesce quasi a battere la n.1 del mondo Lindsay Davenport. Dopo la buona parentesi su terra rossa, la cinese inizia bene anche quella americana dove raggiunge le semifinali a San Diego battendo Dementieva, Safina e Clijsters, prima di perdere da Mary Pierce, e grazie a questo risultato raggiunge il best ranking al n.32.
Viene eliminata sorprendentemente al primo turno allo US Open, contro la n.116 per 3-6 7–6(4) 6-2. Finisce l'anno raggiungendo i quarti a Pechino (battuta dalla Groenefeld) e a Guangzhou (battuta dalla Azarenka). Raggiunge il best ranking al numero 31 del mondo.

### 2006
Inizia abbastanza male il 2006 della Peng, uscendo fuori al primo turno a Sydeny, Australian Open e Indian Wells. Vince il primo match dell'anno a Miami contro Amy Frazier, per poi perdere della Likhovtseva al secondo turno. Rimedia due sconfitte consecutive al primo turno nei tornei su terra verde americana. Raggiunge la prima semifinale dell'anno a Praga, ma viene battuta dalla Stosur.
Si ritira al secondo turno a Roma per problemi fisici, mentre la settimana successiva disputa la finale a Strasburgo contro Nicole Vaidišová. Il primo set è avvincente e arriva al tie-break, dove la maggior forza della ceca si fa vedere e chiude a 9-7; nel secondo la partita è diversa, la ceca è sempre al comando sfruttando anche la stanchezza della cinese e vince 6-3. Al Roland Garros si ritira al secondo turno contro la Šprem per gli stessi problemi. Al primo torneo su erba perde al secondo turno dalla futura finalista Jelena Janković, mentre a Wimbledon giunge al terzo turno prima di soccombere da Flavia Pennetta. La stagione americana è deludente, vincendo solo una partita, anche per causa dei noti problemi fisici. Allo US Open sfida e perde al primo turno la rientrante Martina Hingis, nonostante la cinese abbia vinto il primo set 6-4. Nel torneo di casa a Pechino gioca un ottimo torneo arrivando in semifinale, ma la stanchezza si fa sentire e perde nettamente da Svetlana Kuznecova 6-0 6-2. Gioco l'ultimo torneo dell'anno a Guangzhou, perdendo al secondo turno contro la prima del seeding Jelena Janković. Finisce l'anno al numero 55 del mondo.

### 2007
Il 2007 è abbastanza negativo per la cinese, dove arriva a fatica al secondo turno a Melbourne battendo al terzo set la nº212 del mondo. Raggiunge la semifinale a Pattaya ma viene battuta della futura vincitrice Sybille Bammer. Nei premier americani raggiunge il terzo turno ad Indian Wells e il secondo a Miami. Raggiunge il secondo turno ad Amelia Island perdendo dalla Ivanović in tre set, dimostrando di essersi ripresa dai suoi problemi fisici. Conferma il suo buono stato di forma a Charleston arrivando al terzo turno, battendo al turno precedente Patty Schnyder per poi perdere ancora in tre set dalla Golovin. La sfortuna si abbatte di nuovo su di lei; infatti, nel torneo di Berlino nel suo match di terzo turno contro la Janković si ritira sempre per gli stessi problemi, nonostante la cinese fosse avanti di un break nel terzo set.

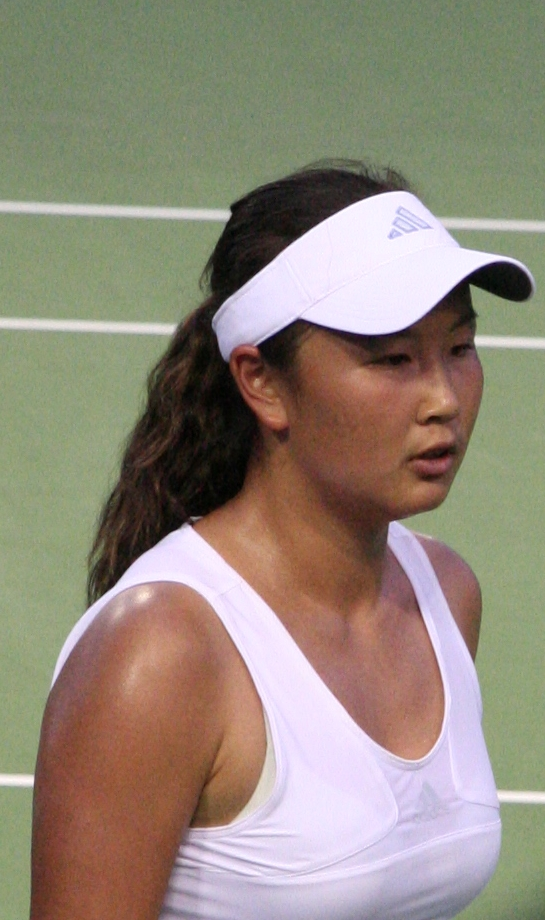
Peng Shuai all'Australian Open 2007

Salta il Roland Garros e i tornei di preparazione per Wimbledon; rientra proprio in questo torneo ma viene battuta già da una qualificata all'esordio. Nei successivi tornei giunge al primo turno a San Diego, al secondo a Stanford e Los Angeles, ed il terzo turno a Montréal battuta dalla Henin nonostante una buona prestazione. Viene battuta in rimonta nel match di primo turno allo US Open da Flavia Pennetta. Raggiunge per il secondo anno consecutivo la semifinale a Pechino, ma questa volta viene eliminata dalla Szávay, dopo aver battuto Hingis e Mauresmo, due top 20. Nel finale di stagione perde al secondo turno a Guangzhou, al primo a Zurigo e fallisce le qualificazioni a Linz. Finisce l'anno al numero 45 del mondo.

### 2008
Parte il 2008 perdendo cinque partite di fila al primo turno. Vince il primo match stagionale a Bangalore, mentre nel secondo turno mette in serie difficoltà Venus Williams costringendola al terzo set. Ad Indian Wells giunge al terzo turno ma viene battuta dalla Radwańska 6-3 3-6 6-3. Nel successivo torneo a Miami costringe la Mauresmo al tie-break nel terzo set perso per 7-2. Viene sconfitta per il secondo anno consecutivo dalla Janković a Berlino. Prima del Roland Garros gioca a Strasburgo; al primo turno batte la Olaru, al secondo batte la prima del torneo e nº9 del mondo Marion Bartoli, ritiratasi sul punteggio di 6-1 1-0. Ai quarti viene battuta dalla Srebotnik.
Al Roland Garros delude, nel match di secondo turno è favorita contro Iveta Benešová ma finisce per perdere 6-4 6-3. A Wimbledon, invece, giunge al terzo turno ma deve rimandare l'appuntamento ottavi dopo essere stata sconfitta dalla nº154 del mondo Alla Kudrjavceva. Disputa le sue prime Olimpiadi a casa a Pechino, ma viene pesantemente battuta dalla Cornet con un doppio 6-2. Nella sua seconda finale WTA della carriera viene battuta dalla Šafářová 6-4 6-2. Quattro settimane dopo perde la sua terza finale nel torneo di casa a Guangzhou, contro la Zvonarëva; dopo aver vinto il primo set al tie-break, la cinese perde il suo gioco e viene battuta nettemente nei restanti due set 6-0 6-2. Accreditata come prima testa di serie a Tashkent, perde nella semifinale contro Sabine Lisicki. Finisce l'anno al numero 38 del mondo.

### 2009

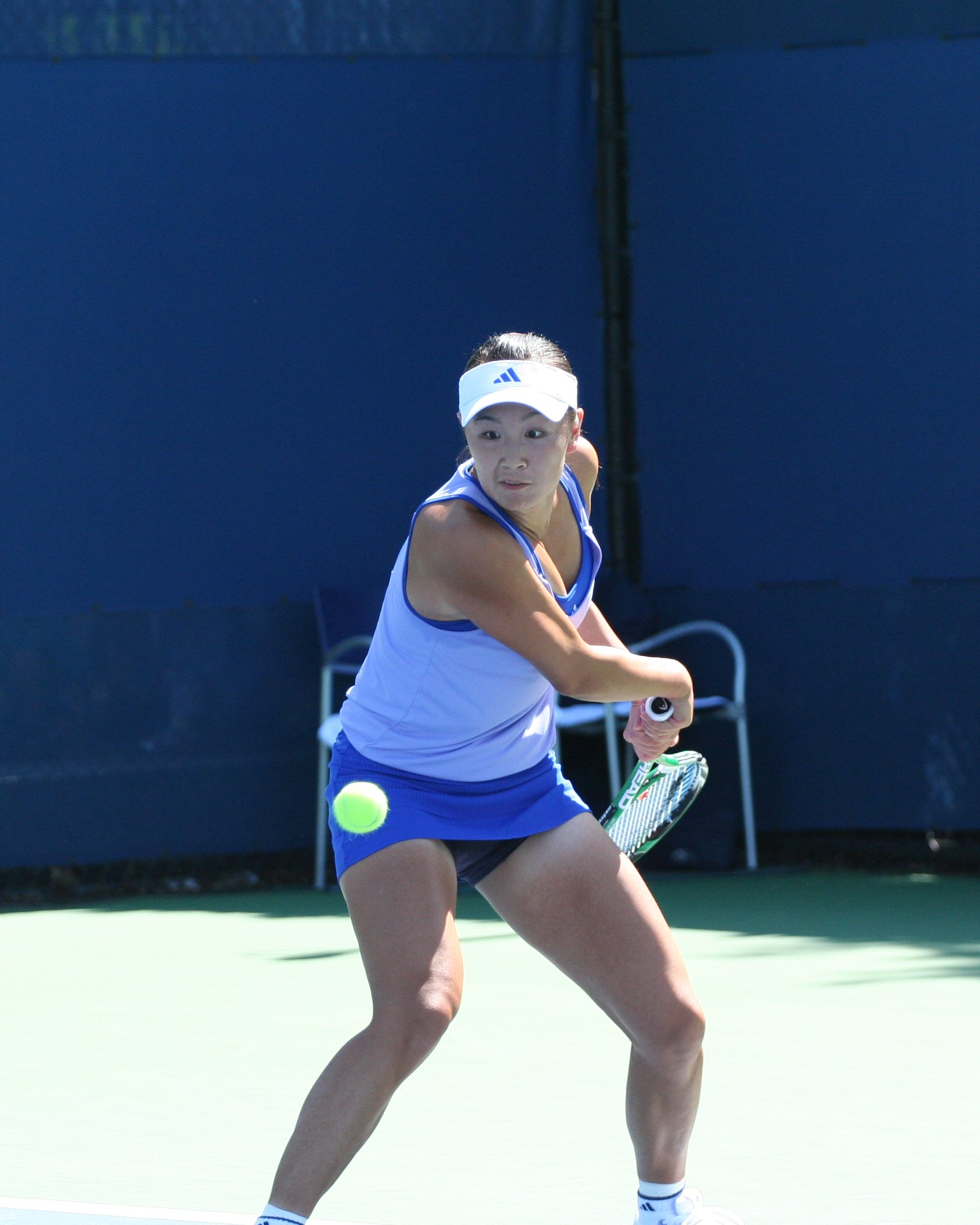
Peng Shuai mentre esegue un rovescio

Dopo due sconfitte nei primi due tornei dell'anno, arriva al terzo turno a Melbourne ma viene battuta da Serena Williams 6-1 6-4, mostrando un buon gioco nel secondo set. Dopo i quarti a Pattaya, nei premier americani giunge in entrambi i casi al terzo turno perdendo sempre con la prima del seeding, ad Indian Wells della Safina e a Miami di nuovo da Serena Williams. Successivamente raggiunge come migliori risultati i quarti a Strasburgo e il terzo turno a Charleston. Nonostante deluda al Roland Garros uscendo fuori al primo turno, a Wimbledon ben figura contro la Radwańska perdendo 9-7 al terzo set. Al torneo di Los Angeles tracina la nº2 del seeding Vera Zvonarëva al tie-break al terzo set perdendo per 8-6. Disputa un buon torneo anche a Cincinnati dove perde al terzo turno contro la nº1 del mondo Dinara Safina 6-3 6-4. Nel finale di stagione raggiunge la semifinale a Guangzhou perdendo dalla Peer, il secondo turno a Tokyo(battuta dalla Safarova) e i quarti a Pechino, dove batte al secondo e terzo turno due ex nº1 del mondo Janković e Šarapova, mentre nei quarti è costretta ad arrendersi alla Petrova condizionata anche da un problema alla gamba sinistra. Chiude la stagione nelle prime 50 del mondo, precisamente al numero 46.

### 2010
La Peng inizia il 2010 con una sconfitta al primo turno a Brisbane contro Ágnes Szávay 5-7 6-4 6-2. Ad Hobart, batte la rumena Sorana Cîrstea al primo turno 6-1 6-4; al secondo turno perde dalla connazionale Jie Zheng 6-2 6-1. All'Australian Open la Peng affronta di nuovo la Zheng; Shaui vince il primo set 6-0, ma perde i restanti due 6-1 6-2. La Peng viaggia negli USA per Indian Wells; al primo turno batte la Makarova 6-1 2-6 6-4, al secondo batte la ventesima testa di serie Al'ona Bondarenko 6-1 6-4, al terzo turno perde dalla sedicesima testa di serie Nadia Petrova 6-1 7-5. A Miami, non compresa dalle teste di serie, batte al primo turno Vania King 6-4 1-6 6-3; al secondo affronta la nº4 del mondo Svetlana Kuznecova e perde 6-2 3-6 6-4. A Ponte Vedra Beach batte le cinese di taipei Chang nel primo turno 6-4 6-2; nel secondo turno viene battuta dall'ottava testa di serie Melanie Oudin 2-6 7-5 7-5. A Charleston batte la Perry all'esordio 6-3 2-6 6-1; batte la quinta testa di serie Marion Bartoli al secondo turno, quando lei si ritira sul puntaggio di 6-2 6-7 3-4; al terzo turno batte la decima testa di serie Elena Vesnina 7-5 2-6 6-2, mentre nei quarti viene battuta dalla quarta del seeding Samantha Stosur 6-4 6-1. Settima testa di serie all'Estoril, batte al primo turno la Coin 6-2 6-2 e la Malek 6-2 6-1; nei quarti batte la quarta del seeding e specialista della terra rossa Anabel Medina Garrigues 4-6 6-4 6-3 in tre ore di gioco; nelle semifinali viene battuta dalla Sevastova 6-7 6-1 6-3. La Peng riceve una wild card per Madrid; al primo turno era avanti 3-0 contro la decima testa di serie Viktoryja Azaranka, prima che la bielorussa si ritiri; viene battuta nel turno successivo dalla spagnola Parra-Santonja 1-6 7-6 6-3.

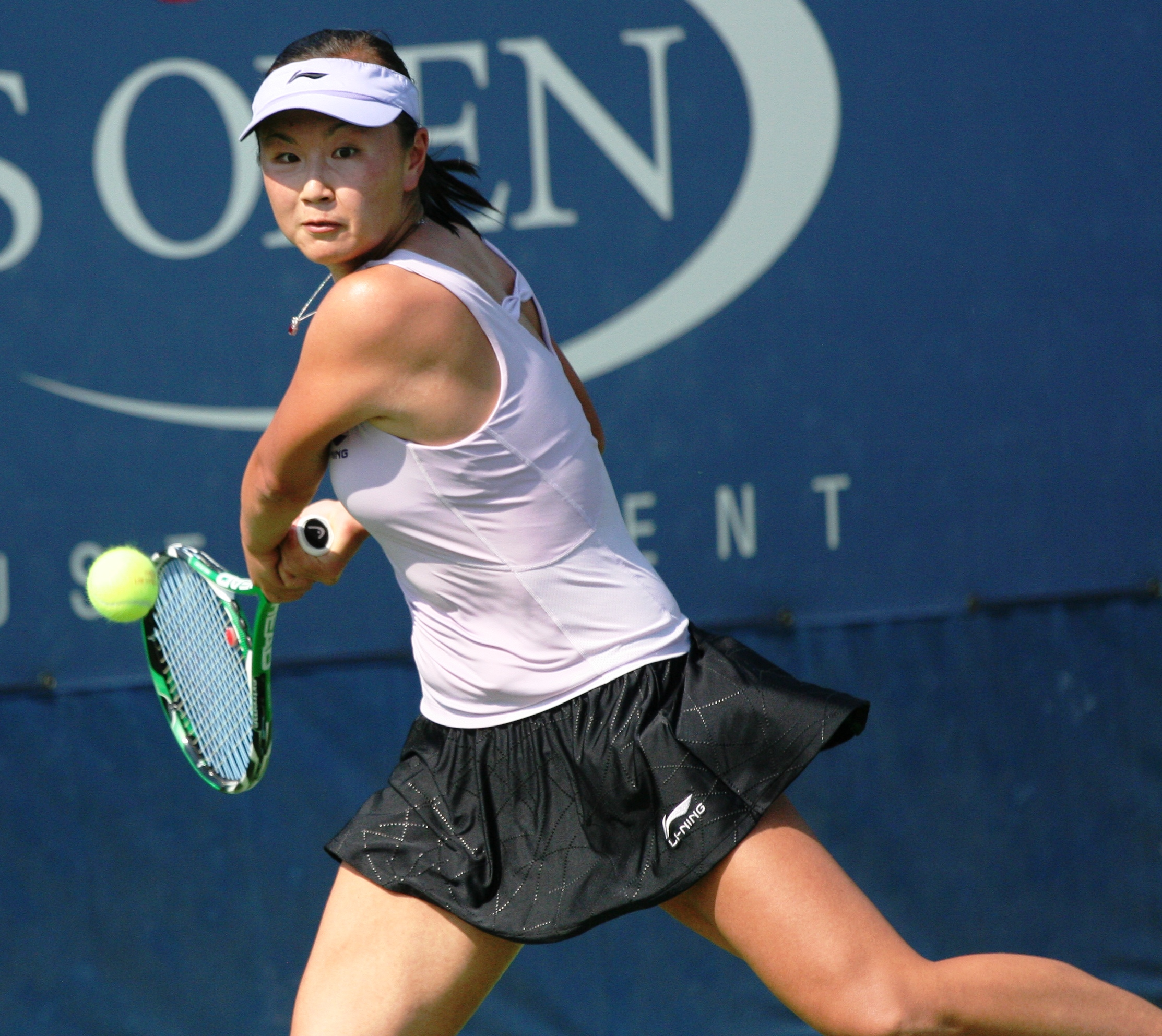
Peng Shuai allo US Open 2010

La Peng si ritira per il Roland Garros e la stagione su erba per una malattia. Rientra nel torneo di Budapest, dove batte al primo turno la Njiric 6-1 6-3 ma cede alla Sevastova al secondo turno 6-1 6-1. Allo US Open, batte la wild card Rogers 6-7 7-6 6-3 al primo turno e la nona testa si serie Agnieszka Radwańska al secondo turno per 2-6 6-1 6-4; nel terzo turno la cinese si ritira dal torneo per un infortunio. La Peng esce nei primi turno a Tokyo e Pechino. A Tokyo perde dalla McHale nel primo turno delle qualificazioni; a Pechino, che raggiunse i quarti l'anno precedente, perde all'esordio dalla Errani 1-6 6-4 6-1. A Lussemburgo, la cinese trova al primo turno la prima del seeding e nº9 del mondo Elena Dement'eva; la Peng giocò un grande match e conduceva 5-1 nel secondo set, prima che la russa rimontasse e vincesse 7-5 7-6. Nell'ultimo torneo dell'anno, vince un 100.000 dollari in Taipei battendo in finale Ayumi Morita.

### 2011
La cinese inizia l'anno ad Auckland. Non compresa tra le testa di serie batte Johanna Larsson al primo turno 6-1 6-3. Nel secondo turno causò una grande sorpresa battendo la terza resta di serie Svetlana Kuznecova 2-6 6-4 6-4, dopo essere stata sotto 0-3 nel terzo set con un doppio break di svantaggio. Nei quarti di finale, batte la qualificata inglese Heather Watson 6-4 7-5. Malgrado giocò il suo miglior tennis in semifinale, viene sconfitta dalla campionessa in carica e seconda del seeding Yanina Wickmayer 3-6 7-6 7-5 in 2 ore e 53 minuti. Al primo turno di Hobart,la Peng batte la No. 3 del seeding Cvetana Pironkova 2–6 6–3 6–2. Lei batte la qualificata Vol'ha Havarcova 2–6 6–4 6–0 al secondo turno. Elimina la No. 7 del seeding Sara Errani in due set 6–1 6–3 e giunge alla sua seconda semifinale del 2011. Nella semifinale perde da Bethanie Mattek-Sands 4–6 6–1 6–1. All'Australian Open,la Peng non era testa di serie e batte Kateryna Bondarenko al primo turno 2–6 6–3 8–6. Lei sorprende la settima del seeding Jelena Janković al secondo round 7–6 6–3. Giunge al primo quarto turno in un Grande Slam per la prima volta nella sua carriera dopo un 6–1 3–6 6–3 sulla giapponese Ayumi Morita. Nel quarto turno, Peng Shuai fu battuta in un match difficile contro la No. 12 del seeding Agnieszka Radwańska 7–5 3–6 7–5, malgrado avesse avuto due match point sul 5–4 nel set finale.
Dopo aver raggiunto gli ottavi, la Peng raggiunge il 40º posto. Il prossimo torneo della Peng fu Pattaya. Lei era No. 6 del seeding e sconfigge Chan Yung-jan nel primo turno 7–6 6–0 e nel secondo round batte Elena Baltacha 2–6 6–1 6–4. Nei quarti era stento nel battere la No. 1 del seeding Vera Zvonarëva 6–4 4–6 6–4 nonostante era in vantaggio 4–3 40–15 nel terzo set. La prossima fermata delle Peng era Dubai. Peng entra nelle qualificazioni come No.2 del seeding e batte la wildcard Vanessa Henke nel primo turno 6–1 6–0. Si qualifica per il main draw con un 5–7 6–4 6–2 sulla No.11 del seeding Kateryna Bondarenko. La Peng si prede la rivincita su Bethanie Mattek-Sands al primo turno, battendola questa volta 6–3 2–6 6–3. Lei fu poi battuta 4–6 6–2 7–6 dalla No.7 del seeding Viktoryja Azaranka nel secondo turno in 2 ore e 23 minuti. La Peng si qualifica per il main draw a Doha. No.3 del seeding, sconfigge Nuria Llagostera Vives 6–1 2–6 6–1, Anastasija Rodionova 6–3 6–2 ed Elena Vesnina 6–3 6–3. Nel primo turno del main draw sconfigge Timea Bacsinszky 6–3 6–2. Nel secondo turno gioca contro la No.3 del seeding Francesca Schiavone, che batte 7–5 6–3. Nei quarti, affronta Marion Bartoli, ma perde in due set, per la prima volta nella stagione, 6-2 6-2. La Peng entra ad Indian Wells. Sconfigge Renata Voráčová al primo turno 7–5 6–1. Nel secondo turno batte la connazionale e No.7 del seeding Li Na per la prima volta nella sua carriera 4–6 6–3 6–3. Nel turno ritorna da uno svantaggio di 2–5 nel terzo set e batte la qualificata ceca Lucie Hradecká 6–3 4–6 7–5. Nel quarto turno batte la No.18 del seeding Nadia Petrova 6–4 5–7 6–3. La sedicesima testa di serie Marija Šarapova la sconfigge 6–2 5–7 6–3 in 2 ore e 22 minuti nei quarti. La Peng raggiunge il 32º posto al mondo. Il suo prossimo torneo fu Miami.
Non testa di serie, sconfigge Gréta Arn al primo turno 6–1 6–2, e segue una vittoria contro la ventesima testa di serie Aravane Rezaï al secondo turno 6–0 6–4. Poi batte la No.11 del seeding Svetlana Kuznecova 6–3 6–1 nel terzo turno. La Peng cede alla 26ª testa di serie Alexandra Dulgheru 6–3 6–4. La Peng raggiunge la semifinale in doppio con Shahar Peer. Con questo risultato la Peng si porta al best ranking al nº30 del mondo. Compresa nelle teste di serie al torneo di Charleston batte al primo turno la qualificata Sloane Stephens 6-2 6-1. Batte poi la giapponese Ayumi Morita al secondo turno 6-2 6-1 e al terzo la nº7 del seeding Nadia Petrova 6-3 5-7 6-2. Nei quarti batte in rimonta l'indiana Sania Mirza per 2-6 6-2 6-2, ma viene battuta nelle semifinali da Elena Vesnina per 7-6 6-3. Questo risultato la porta al nº29 del mondo, suo best ranking. Dopo una piccola pausa, ritorna a giocare a Madrid. Viene battuta dalla nº3 del seeding Francesca Schiavone 7-5 7-6. Questa è la prima sconfitta del 2011 al primo turno per la cinese. Nel primo turno del torneo di Roma, viene sconfitta dalla qualificata americana Christina McHale in quasi 3 ore di gioco per 6-3 2-6 7-6. Comunque, la Peng vince il titolo di doppio con Zheng Jie, battendo le nº3 del seeding Jaroslava Švedova e Vania King per 6-2 6-3. Partecipa al torneo di Bruxelles come nº8 del seeding.
Nel primo turno batte Kirsten Flipkens 6-0 1-6 6-3 e distrugge la qualificata Abigail Spears 6-2 6-0. Nei quarti continua il suo buon momento di forma con un 6-2 6-4 sulla svedese Sofia Arvidsson. In semifinale batte la nº3 del mondo Vera Zvonarëva per 6-3 6-3 e arriva nella sua quarta finale. In finale cede alla nº1 Caroline Wozniacki in tre set, 2-6 6-3 6-3. Al Roland Garros batte l'austriaca Tamira Paszek 6-3 6-2. Nel secondo turno batte anche Polona Hercog 7-5 6-1. Nel terzo turno, era avancti 6-3 1-2 contro Francesca Schiavone, ma se è ritirata per problemi respiratori. Dopo questa sua corsa allo Slam francese, entra nelle prime venti WTA. A Birmingham, esce in semifinale per mano di Sabine Lisicki. In segnito esce al primo turno ad Eatbourne e agli ottavi a Wimbledon, dove cede a Marija Šarapova. La Peng prende poi parte a Carlsband, dove la batte Ana Ivanović. Ad agosto, partecipa al torneo di Toronto dove si ritira al secondo turno, mentre a Cincinnati si ritira ancora ma questa volta ai quarti. Agli US Open, perde contro Flavia Pennetta al quarto turno. Nel finale di stagione, perde dalla Bartoli a Tokyo al terzo turno, mentre al torneo di casa a Pechino cede ancora dalla Pennetta al primo turno.

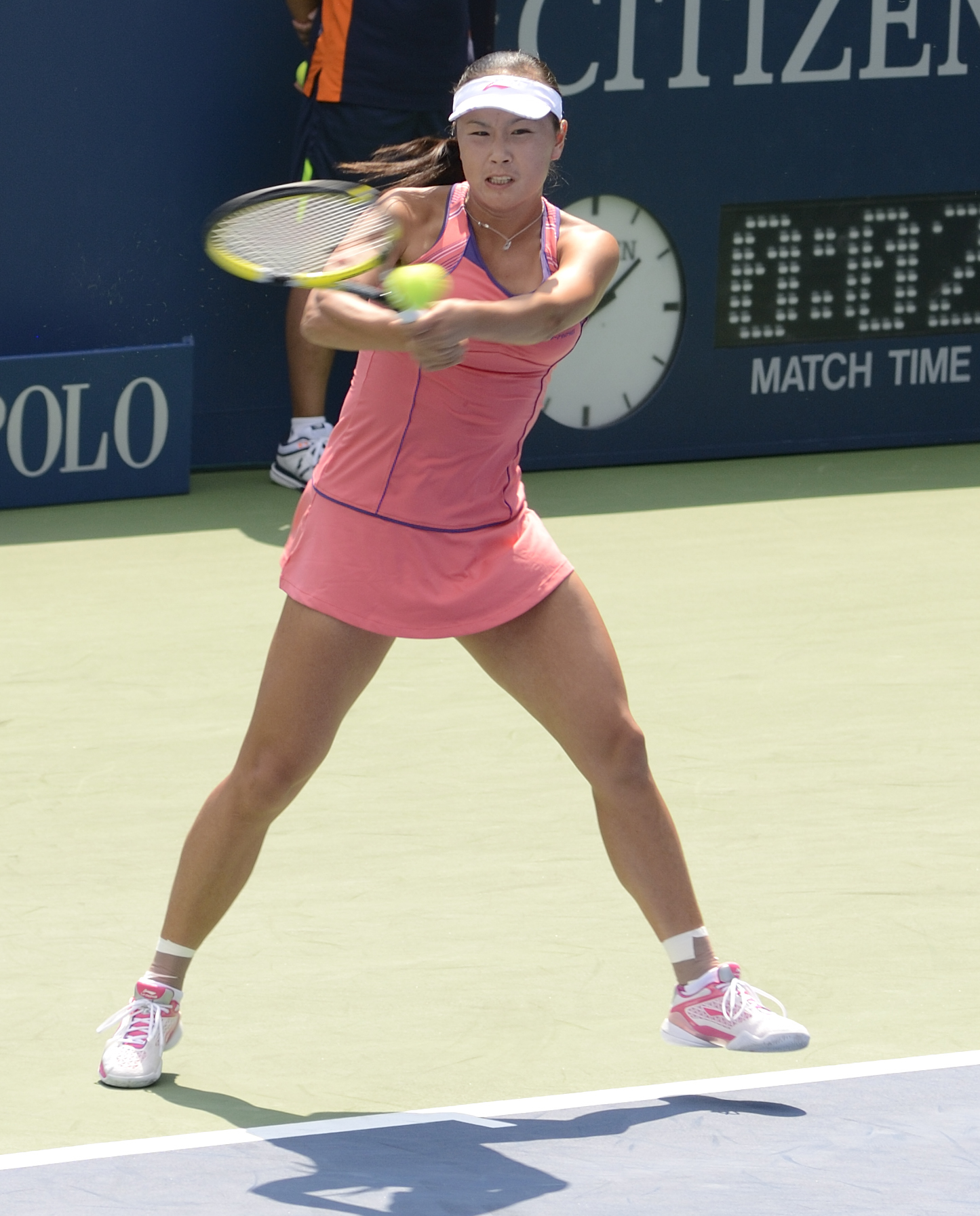
Shuai a Cincinnati

### 2012
Il 2012 si apre con una sconfitta al secondo turno ad Auckland contro Lucie Hradecká, al primo turno a Sydeny contro Dominika Cibulková e al secondo turno agli Australian Open contro Iveta Benešová. Seguono poi due sconfitte al secondo turno sia a Doha che a Dubai, sconfitta rispettivamente da Christina McHale e Daniela Hantuchová. A Kuala Lumpur, cede nei quarti dalla tennista croata Petra Martić. Delude ad Indian Wells dove esce al secondo turno abbastanza nettamente da Ksenija Pervak, mentre a Miami va fuori al terzo turno per mano della tedesca Sabine Lisicki. Sigla poi quattro sconfitte al primo turno a Stoccarda (regolata da Samantha Stosur), a Madrid (battuta ancora dalla Hradecká), a Roma (ritiratasi contro Shahar Peer) e a Bruxelles (sconfitta da Sofia Arvidsson). Agli Open di Francia, esce al terzo turno per mano della testa di serie numero 2 Marija Šarapova.
A Wimbledon, ripete gli ottavi di finale e come l'anno precedente cede a Marija Kirilenko. Alle Olimpiadi perde contro Petra Kvitová al secondo ostacolo in tre set. Perde in seguito al secondo turno a Montréal contro Marion Bartoli, mentre a Cincinnati viene ancora sconfitta dalla Kvitová al terzo turno. La settimana prima degli US Open, prende parte al torneo di Dallas dove si ritira nei quarti contro Bojana Jovanovski. Agli US Open, tuttavia, esce di scena all'esordio per mano della russa Elena Vesnina. A Guangzhou perde ancora nei quarti, questa volta sconfitta dalla giovane Laura Robson. Viene sconfitta in seguito al primo turno a Tokyo per mano della futura vincitrice Nadia Petrova, mentre nel torneo di casa di Pechino perde negli ottavi per mano della connazionale Li Na al tie-break del terzo set. Gioca il suo ultimo torneo dell'anno a Lussemburgo dove si ritira dopo appena tre giochi contro Jelena Janković per un infortunio alla spalla.

### 2013
La Peng inizia il 2013 con una semifinale allo Shenzhen Open, dove viene sconfitta nettamente dalla connazionale Li Na per 6-4, 6-0. La settimana partecipa al Moorilla Hobart International battendo al primo turno la compagna di doppio Hsieh Su-wei, ma viene sconfitta al turno seguente da Monica Niculescu per 3-6, 6-4, 6-4. Agli Australian Open esce di scena al secondo turno, per mano della russa Marija Kirilenko con il punteggio di 7-5, 6-2. In doppio, insieme a Hsieh Su-wei, perde al terzo turno contro la coppia numero 1 del mondo Errani/Vinci. Dopo aver saltato tutto il mese di marzo per problemi fisici, ritorna al BNP Paribas Open dove viene sconfitta al terzo turno dall'australiana Samantha Stosur per 6-3, 3-6, 6-2. In doppio, Peng e Hsieh, dopo aver sconfitto al secondo turno le favorite Errani/Vinci, escono di scena in semifinale dalla coppia Petrova/Srebotnik.
La settimana seguente, al Sony Ericsson Open, perde al secondo turno contro Petra Kvitová con il punteggio di 5-7, 6-2, 6-2. Dopo aver fallito nelle qualificazioni al Porsche Tennis Grand Prix, esce di scena al secondo turno all'Estoril Open da Romina Oprandi, dopo aver battuto al primo turno la francese Marion Bartoli. Negativo è il Mutua Madrileña Madrid Open, dove esce di scena al primo turno sia in singolare che in doppio. Gli Internazionali BNL d'Italia si rivelano una svolta per la coppia Peng/Hsieh dove vincono il torneo battendo in finale le italiane Errani/Vinci, mentre in singolare Shuai perde al secondo turno dalla Stosur. Al Brussels Open gioca la prima finale in singolare dell'anno, dove viene sconfitta da Kaia Kanepi per 6-2, 7-5. Agli Open di Francia viene sconfitta in singolare dalla Kvitová in due set, mentre in doppio la coppia cinese-taipeana perdono al terzo turno.

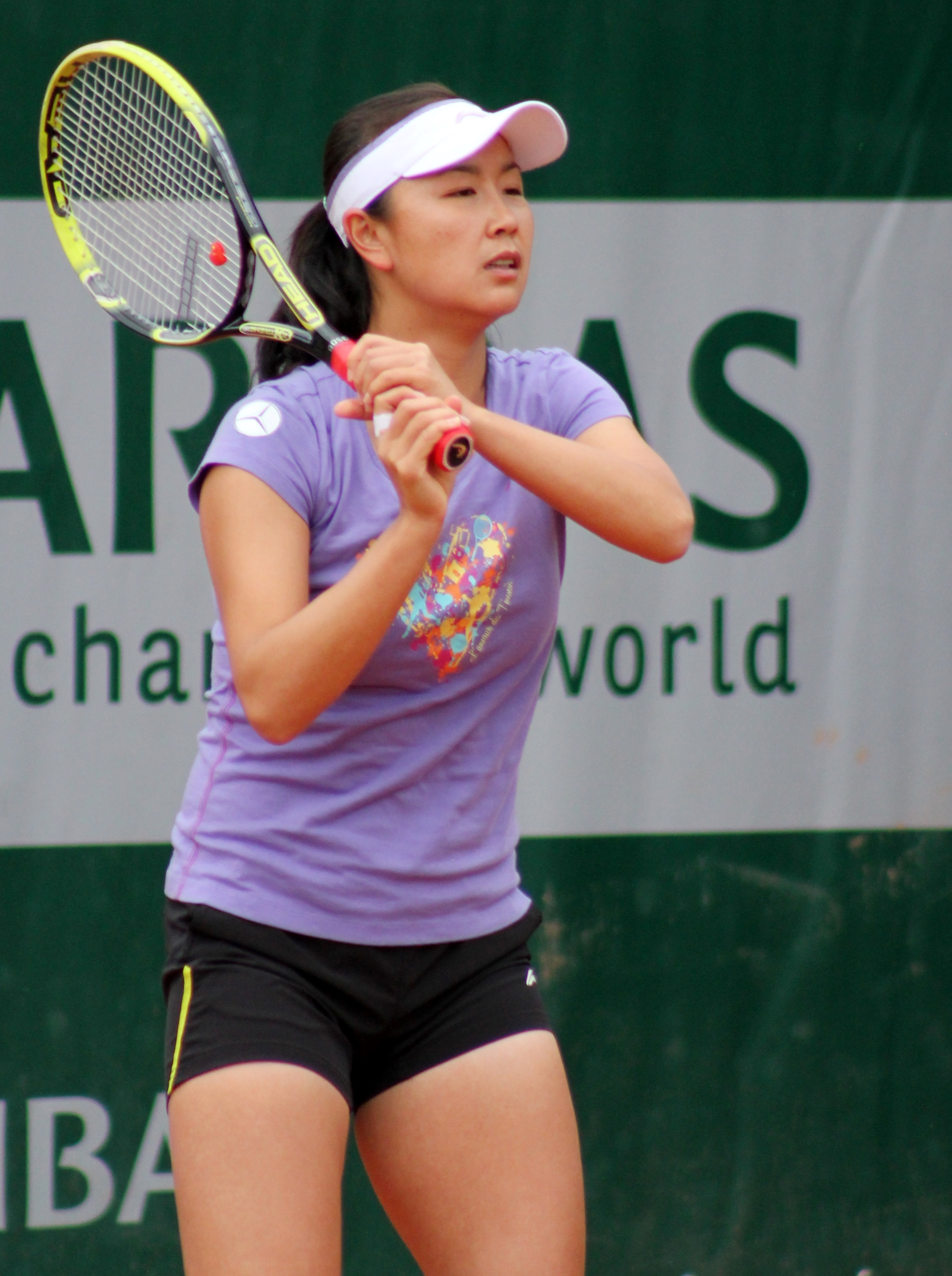
Peng Shuai nel 2013

Al Torneo di Wimbledon perde al secondo turno in singolare dalla specialista Marina Eraković. Nel doppio, Peng Shuai e Hsieh Su-wei vincono il primo Slam della carriera battendo in finale la coppia australiana Barty/Dellacqua. Al Western & Southern Financial Group Masters & Women's Open affronta Caroline Wozniacki al primo turno e perde 6-1, 6-1. In doppio, la coppia Hsieh-Peng vince ancora battendo questa volta in finale Grönefeld/Peschke. Al New Haven Open at Yale, si ritira contro la Wozniacki al primo turno dopo aver vinto il primo parziale. Agli US Open, arriva al secondo turno in singolare dove viene superata da Svetlana Kuznecova per 6-1, 4-6, 6-4, perdendo anche a causa dei crampi. Nel doppia, Peng e Hsieh perdono a sorpresa nei quarti da Sania Mirza e Jie Zheng.
Al Guangzhou International Women's Open le va meglio in doppio. Infatti, dopo essere stata battuta al secondo turno a sorpresa dalla britannica Johanna Konta nettamente per 6-1, 6-3, Peng e Hsieh vincono ancora in doppio. Il duo può vantare di avere un record nelle finali di doppio disputate insieme, infatti su otto finali ne hanno vinte altrettante. Partecipa poi al Toray Pan Pacific Open di Tokyo, esce al secondo turno in singolare dalla giovane americana Madison Keys, mentre in doppio Peng e Hsieh escono di scena nella semifinale. Al China Open di Pechino viene sconfitta al primo turno dalla connazionale Zhang Shuai, mentre nel doppio Peng e Hsieh perdono in semifinale guadagnandosi così un posto per il Master di fine anno.

### 2014
Agli US Open 2014, nei quali raggiunge la semilfinale, il suo miglior risultato in un torneo del Grande Slam, viene colta da crampi proprio in semifinale contro la Wozniacki e viene portata via sulla sedia a rotelle facendo andare la sua avversaria in finale.

### 2015
Parte l'anno partecipando al torneo di casa di Shenzhen, dove difendeva una finale. A sorpresa, viene battuta al primo turno dalla russa Vera Zvonarëva in tre set. Agli Australian Open parte come testa di serie numero 21 e al primo turno batte la qualificata Tatjana Maria 6-4 7-5. Il secondo ostacolo della cinese è la slovacca Magdaléna Rybáriková che viene superata 6-1 6-1. Al terzo turno vince contro la kazaka Jaroslava Švedova in 2 set. Le sue ambizioni si fermano però al 4º turno quando viene demolita dalla numero 2 del mondo Marija Šarapova per 6-3 6-0.

### 2017
Inizia il 2017 con la vittoria nel doppio del torneo di Shenzhen, insieme alla ceca Andrea Sestini Hlaváčková. La stessa coppia raggiunge anche la finale dell'Australian Open, venendo superate dalla statunitense Bethanie Mattek-Sands e dalla ceca Lucie Šafářová con il punteggio di 6-7 6-3 6-3. A Taipei, viene sconfitta solo in finale da Elina Svitolina, con il punteggio di 6-3 6-2. La sua buona stagione nel doppio prosegue con la finale del torneo di Dubai, dove con la sua compagna di sempre viene sconfitta dalla coppia russa formata da Ekaterina Makarova e Elena Vesnina per 6-2 4-6 10-7. A maggio raggiunge la semi-finale al WTA di Strasburgo, venendo battuta dalla futura vincitrice Samantha Stosur. Sul cemento di Nanchang centra la prima vittoria stagionale di singolare nel circuito WTA, battendo in finale, con il punteggio di 6-3 6-2 la giapponese Nao Hibino.

## La sparizione
Il 2 novembre 2021, Peng ha pubblicato un lungo messaggio sul suo account di microblog Weibo, accusando Zhang Gaoli, ex vicepremier cinese e membro di alto rango del Partito Comunista Cinese (PCC), di violenza sessuale avvenuta circa dieci anni prima. Peng ha detto che in seguito a questo episodio, Zhang ha avuto una relazione extraconiugale con lei. Mentre l'accusa ha attirato l'attenzione sul movimento Me Too in Cina, il suo comunicato è stato rimosso da Weibo entro 20 minuti dal caricamento e la discussione sulla questione è diventata soggetta a censura generale in tutti i siti su internet e in tutte le agenzie di stampa cinesi. Questa è stata la prima volta che un membro dei vertici del PCC ha affrontato tali accuse di violenza sessuale effettuate tramite un mezzo di comunicazione di massa.
Dalla sua accusa, e dall'11 novembre 2021, non ha più comunicato sui social media. Il 14 novembre, l'amministratore delegato della WTA Steve Simon ha invitato le autorità cinesi a indagare sulle accuse di Peng e ha anche chiesto la fine della censura ufficiale cinese sull'argomento. La Chinese Tennis Association ha inviato una conferma alla WTA per informare che Peng è al sicuro e non è sotto alcuna minaccia fisica. Tuttavia Simon ha dichiarato che nessun associato alla WTA, compresi i funzionari e i giocatori attivi, era stato in grado di raggiungerla direttamente per confermare il suo status.
Il 20 novembre 2021 vengono diffusi due video ritraenti Peng Shuai in un ristorante a Pechino, seguiti da altri due video della stessa Peng che presiede durante un evento tennistico e firma alcuni autografi; la stampa internazionale ha messo in dubbio l'autenticità dei contenuti diffusi. Il 21 novembre, Peng Shuai ha preso parte a una videoconferenza con alcuni membri del Comitato Olimpico Internazionale dalla propria abitazione a Pechino, confermando di essere al sicuro.
A inizio dicembre 2021 Steve Simon ha annunciato la sospensione di tutti i tornei WTA in Cina a seguito dell'impossibilità di contattare personalmente la Peng. A pochi giorni di distanza è arrivata anche una comunicazione dell'ITF, intenta a non voler più organizzare tornei in Cina per tutto il 2022. Il 19 dicembre 2021 Peng Shuai riappare in un video pubblicato su Twitter.

## Statistiche WTA

### Singolare

#### Vittorie (2)
| Legenda               |
| --------------------- |
| Grande Slam (0)       |
| Ori Olimpici (0)      |
| WTA Finals (0)        |
| Premier Mandatory (0) |
| Premier 5 (0)         |
| Premier (0)           |
| International (2)     |

| N. | Data            | Torneo                                                  | Superficie | Avversaria in finale | Punteggio   |
| 1. | 16 ottobre 2016 | Tianjin Open, Tianjin                                   | Cemento    | Alison Riske         | 7-6(3), 6-2 |
| 2. | 30 luglio 2017  | Jiangxi International Women's Tennis Open, Nanchang (2) | Cemento    | Nao Hibino           | 6-3, 6-2    |

#### Sconfitte (7)
| Legenda: Prima del 2009 | Legenda: Dal 2009     |
| ----------------------- | --------------------- |
| Grande Slam (0)         |                       |
| Argenti Olimpici (0)    |                       |
| WTA Finals (0)          |                       |
| Tier I (0)              | Premier Mandatory (0) |
| Tier II (0)             | Premier 5 (0)         |
| Tier III (2)            | Premier (2)           |
| Tier IV (1)             | International (2)     |
| Tier V (0)              | International (2)     |

| N. | Data              | Torneo                                       | Superficie  | Avversaria in finale | Punteggio        |
| 1. | 27 maggio 2006    | Internationaux de Strasbourg, Strasburgo     | Terra rossa | Nicole Vaidišová     | 6(7)-7, 3-6      |
| 2. | 23 agosto 2008    | Forest Hills Tennis Classic, Forest Hills    | Cemento     | Lucie Šafářová       | 4-6, 2-6         |
| 3. | 21 settembre 2008 | Guangzhou International Women's Open, Canton | Cemento     | Vera Zvonarëva       | 7-6(4), 0-6, 2-6 |
| 4. | 21 maggio 2011    | Brussels Open, Bruxelles                     | Terra rossa | Caroline Wozniacki   | 6-2, 3-6, 3-6    |
| 5. | 25 maggio 2013    | Brussels Open, Bruxelles (2)                 | Terra rossa | Kaia Kanepi          | 2-6, 5-7         |
| 6. | 4 gennaio 2014    | Shenzhen Open, Shenzhen                      | Cemento     | Li Na                | 4-6, 5-7         |
| 7. | 5 febbraio 2017   | Taiwan Open, Taipei                          | Cemento (i) | Elina Svitolina      | 3-6, 2-6         |

### Doppio

#### Vittorie (23)
| Legenda: Prima del 2009 | Legenda: Dal 2009     |
| ----------------------- | --------------------- |
| Grande Slam (2)         |                       |
| Ori Olimpici (0)        |                       |
| WTA Finals (1)          |                       |
| Tier I (0)              | Premier Mandatory (3) |
| Tier II (1)             | Premier 5 (5)         |
| Tier III (2)            | Premier (1)           |
| Tier IV (0)             | International (8)     |
| Tier V (0)              | International (8)     |

| N.  | Data              | Torneo                                           | Superficie  | Compagna          | Avversarie in finale                  | Punteggio              |
| 1.  | 29 settembre 2007 | Guangzhou International Women's Open, Canton     | Cemento     | Yan Zi            | Vania King Sun Tiantian               | 6-3, 6-4               |
| 2.  | 9 marzo 2008      | Bangalore Open, Bangalore                        | Cemento     | Sun Tiantian      | Chan Yung-jan Chuang Chia-jung        | 6-4, 5-7, [10-8]       |
| 3.  | 14 settembre 2008 | Commonwealth Bank Tennis Classic, Indonesia      | Cemento     | Hsieh Su-wei      | Marta Domachowska Nadia Petrova       | 6(4)-7, 7-6(3), [10-7] |
| 4.  | 16 gennaio 2009   | Medibank International, Sydney                   | Cemento     | Hsieh Su-wei      | Nathalie Dechy Casey Dellacqua        | 6-0, 6-1               |
| 5.  | 9 maggio 2009     | Internazionali BNL d'Italia, Roma                | Terra rossa | Hsieh Su-wei      | Daniela Hantuchová Ai Sugiyama        | 7-5, 7-6(5)            |
| 6.  | 10 ottobre 2009   | China Open, Pechino                              | Cemento     | Hsieh Su-wei      | Alla Kudrjavceva Ekaterina Makarova   | 6-1, 6-3               |
| 7.  | 15 maggio 2011    | Internazionali BNL d'Italia, Roma (2)            | Terra rossa | Zheng Jie         | Vania King Jaroslava Švedova          | 6-2, 6-3               |
| 8.  | 19 maggio 2013    | Internazionali BNL d'Italia, Roma (3)            | Terra rossa | Hsieh Su-wei      | Sara Errani Roberta Vinci             | 4-6, 6-3, [10-8]       |
| 9.  | 6 luglio 2013     | Torneo di Wimbledon, Londra                      | Erba        | Hsieh Su-wei      | Ashleigh Barty Casey Dellacqua        | 7-6(1), 6-1            |
| 10. | 18 agosto 2013    | Western & Southern Open, Cincinnati              | Cemento     | Hsieh Su-wei      | Anna-Lena Grönefeld Květa Peschke     | 2-6, 6-3, [12-10]      |
| 11. | 22 settembre 2013 | Guangzhou International Women's Open, Canton (2) | Cemento     | Hsieh Su-wei      | Vania King Galina Voskoboeva          | 6-3, 4-6, [12-10]      |
| 12. | 27 ottobre 2013   | WTA Tour Championships, Istanbul                 | Cemento (i) | Hsieh Su-wei      | Elena Vesnina Ekaterina Makarova      | 6-4, 7-5               |
| 13. | 2 febbraio 2014   | PTT Pattaya Open, Pattaya                        | Cemento     | Zhang Shuai       | Alla Kudrjavceva Anastasija Rodionova | 3-6, 7-6(5), [10-6]    |
| 14. | 16 febbraio 2014  | Qatar Total Open, Doha                           | Cemento     | Hsieh Su-wei      | Květa Peschke Katarina Srebotnik      | 6-4, 6-0               |
| 15. | 16 marzo 2014     | BNP Paribas Open, Indian Wells                   | Cemento     | Hsieh Su-wei      | Cara Black Sania Mirza                | 7-6(5), 6-2            |
| 16. | 8 giugno 2014     | Open di Francia, Parigi                          | Terra rossa | Hsieh Su-wei      | Sara Errani Roberta Vinci             | 6-4, 6-1               |
| 17. | 4 ottobre 2014    | China Open, Pechino (2)                          | Cemento     | Andrea Hlaváčková | Cara Black Sania Mirza                | 6-4, 6-4               |
| 18. | 12 giugno 2016    | Nottingham Open, Nottingham                      | Erba        | Andrea Hlaváčková | Gabriela Dabrowski Yang Zhaoxuan      | 7-5, 3-6, [10-7]       |
| 19. | 24 settembre 2016 | Guangzhou International Women's Open, Canton (3) | Cemento     | Asia Muhammad     | Vol'ha Havarcova Vera Lapko           | 6-2, 7-6(3)            |
| 20. | 16 ottobre 2016   | Tianjin Open, Tianjin                            | Cemento     | Christina McHale  | Magda Linette Xu Yifan                | 7-6(8), 6-0            |
| 21. | 7 gennaio 2017    | Shenzhen Open, Shenzhen                          | Cemento     | Andrea Hlaváčková | Ioana Raluca Olaru Ol'ga Savčuk       | 6-1, 7-5               |
| 22. | 5 gennaio 2019    | Shenzhen Open, Shenzhen (2)                      | Cemento     | Yang Zhaoxuan     | Duan Yingying Renata Voráčová         | 6-4, 6-3               |
| 23. | 21 settembre 2019 | Guangzhou International Women's Open, Canton (4) | Cemento     | Laura Siegemund   | Alexa Guarachi Giuliana Olmos         | 6-2, 6-1               |

#### Sconfitte (9)
| Legenda: Prima del 2009 | Legenda: Dal 2009     |
| ----------------------- | --------------------- |
| Grande Slam (1)         |                       |
| Argenti Olimpici (0)    |                       |
| WTA Finals (1)          |                       |
| Tier I (1)              | Premier Mandatory (0) |
| Tier II (0)             | Premier 5 (2)         |
| Tier III (0)            | Premier (1)           |
| Tier IV (0)             | International (3)     |
| Tier V (0)              | International (3)     |

| N. | Data              | Torneo                                              | Superficie  | Compagna          | Avversarie in finale                      | Punteggio        |
| 1. | 15 aprile 2007    | Family Circle Cup, Charleston                       | Terra verde | Sun Tiantian      | Zheng Jie Yan Zi                          | 5-7, 0-6         |
| 2. | 11 aprile 2010    | MPS Group Championships, Ponte Vedra Beach          | Terra verde | Chuang Chia-jung  | Bethanie Mattek-Sands Yan Zi              | 6-4, 4-6, [8-10] |
| 3. | 2 ottobre 2010    | Toray Pan Pacific Open, Tokyo                       | Cemento     | Shahar Peer       | Iveta Benešová Barbora Záhlavová-Strýcová | 4-6, 6-4, [8-10] |
| 4. | 26 ottobre 2014   | WTA Finals, Singapore                               | Cemento (i) | Hsieh Su-wei      | Sania Mirza Cara Black                    | 1-6, 0-6         |
| 5. | 27 gennaio 2017   | Australian Open, Melbourne                          | Cemento     | Andrea Hlaváčková | Bethanie Mattek-Sands Lucie Šafářová      | 7–6(4), 3-6, 3-6 |
| 6. | 25 febbraio 2017  | Dubai Tennis Championships, Dubai                   | Cemento     | Andrea Hlaváčková | Ekaterina Makarova Elena Vesnina          | 2-6, 6-4, [7-10] |
| 7. | 24 febbraio 2018  | Dubai Tennis Championships, Dubai (2)               | Cemento     | Hsieh Su-wei      | Chan Hao-ching Yang Zhaoxuan              | 6-4, 2-6, [6-10] |
| 8. | 15 settembre 2019 | Jiangxi International Women's Tennis Open, Nanchang | Cemento     | Zhang Shuai       | Wang Xinyu Zhu Lin                        | 2-6, 6(5)-7      |
| 9. | 18 gennaio 2020   | Moorilla Hobart International, Hobart               | Cemento     | Zhang Shuai       | Nadežda Kičenok Sania Mirza               | 4-6, 4-6         |

## Circuito WTA 125

### Singolare

#### Vittorie (2)
| N. | Data             | Torneo                                              | Superficie | Avversaria in finale | Punteggio     |
| 1. | 27 luglio 2014   | Jiangxi International Women's Tennis Open, Nanchang | Cemento    | Liu Fangzhou         | 6-2, 3-6, 6-3 |
| 2. | 17 novembre 2018 | Challenger Series - Houston, Houston                | Cemento    | Lauren Davis         | 1-6, 7-5, 6-4 |

#### Sconfitte (1)
| N. | Data           | Torneo                                          | Superficie | Avversaria in finale | Punteggio             |
| 1. | 23 aprile 2017 | Biyuan Zhengzhou Women's Tennis Open, Zhengzhou | Cemento    | Wang Qiang           | 6-3, 6(3)-7, 1-1 rit. |

### Doppio

#### Vittorie (1)
| N. | Data           | Torneo               | Superficie  | Compagna      | Avversarie in finale     | Punteggio |
| 1. | 28 aprile 2019 | Kunming Open, Anning | Terra rossa | Yang Zhaoxuan | Duan Yingying Han Xinyun | 7-5, 6-2  |

## Statistiche ITF

### Singolare

#### Vittorie (12)
| Torneo $100.000 (4) |
| Torneo $80.000 (0)  |
| Torneo $75.000 (2)  |
| Torneo $60.000 (0)  |
| Torneo $50.000 (2)  |
| Torneo $25.000 (1)  |
| Torneo $15.000 (0)  |
| Torneo $10.000 (3)  |

| N.  | Data             | Torneo                                                           | Superficie    | Avversaria in finale | Punteggio     |
| 1.  | 3 giugno 2001    | ITF Women's Circuit Baotau, Baotou                               | Terra rossa   | Jin-Young Choi       | 6-3, 6-4      |
| 2.  | 15 luglio 2001   | ITF Women's Circuit Tianjin, Tientsin                            | Cemento       | Liu Nannan           | 1-0 rit.      |
| 3.  | 24 febbraio 2002 | ITF Women's Circuit Mumbai, Mumbai                               | Cemento       | Sunitha Rao          | 6-3, 7-6(3)   |
| 4.  | 20 aprile 2003   | St. Dominic USTA Pro Circuit $25,000 Women's Challenger, Jackson | Terra verde   | Tina Schiechtl       | 6-2, 6-4      |
| 5.  | 7 dicembre 2003  | ITF Women's Circuit Changsha, Changsha                           | Cemento       | Zheng Jie            | 1–6, 6–2, 6–1 |
| 6.  | 25 aprile 2004   | Dothan Pro Tennis Classic, Dothan                                | Terra verde   | Evgenija Lineckaja   | 6-2, 6-1      |
| 7.  | 6 giugno 2004    | ITF Women's Circuit Prostejov, Prostějov                         | Terra rossa   | Zuzana Ondrášková    | 6-1, 6-3      |
| 8.  | 7 novembre 2004  | ITF Women's Circuit Shenzhen, Shenzhen                           | Cemento       | Zheng Jie            | 3-6, 6-1, 6-3 |
| 9.  | 7 novembre 2010  | OEC Taipei Ladies Open, Taipei                                   | Sintetico (i) | Ayumi Morita         | 6-1, 6-4      |
| 10. | 20 novembre 2016 | Shenzhen Longhua Open, Shenzhen                                  | Cemento       | Patricia Maria Tig   | 3-6, 7-5, 6-4 |
| 11. | 15 dicembre 2018 | Al Habtoor Tennis Challenge, Dubai                               | Cemento       | Viktória Kužmová     | 6-3, 6-0      |
| 12. | 20 ottobre 2019  | Suzhou Ladies Open, Suzhou                                       | Cemento       | Zhu Lin              | 6-2, 3-6, 6-2 |

#### Sconfitte (4)
| Torneo $100.000 (2) |
| Torneo $80.000 (0)  |
| Torneo $75.000 (0)  |
| Torneo $60.000 (0)  |
| Torneo $50.000 (0)  |
| Torneo $25.000 (2)  |
| Torneo $15.000 (0)  |
| Torneo $10.000 (0)  |

| N. | Data             | Torneo                                     | Superficie  | Avversaria in finale | Punteggio           |
| 1. | 3 marzo 2002     | ITF Women's Circuit New Delhi, Nuova Delhi | Cemento     | Eva Birnerová        | 4–6, 5–7            |
| 2. | 22 febbraio 2004 | ITF Women's Circuit Columbus, Columbus     | Cemento     | Nicole Vaidišová     | 6(2)–7, 5–7         |
| 3. | 2 maggio 2016    | ITF Women's Circuit Anning, Anning         | Terra rossa | Zhang Kailin         | 1–6, 6–0, 2–4, rit. |
| 4. | 10 novembre 2019 | Shenzhen Longhua Open, Shenzhen            | Cemento     | Zhu Lin              | 3–6, 3–1, rit.      |

### Doppio

#### Vittorie (3)
| Torneo $100.000 (0) |
| Torneo $80.000 (0)  |
| Torneo $75.000 (0)  |
| Torneo $60.000 (0)  |
| Torneo $50.000 (0)  |
| Torneo $25.000 (1)  |
| Torneo $15.000 (0)  |
| Torneo $10.000 (2)  |

| N. | Data            | Torneo                                | Superficie | Partner    | Rivali in finale             | Risultato     |
| 1. | 22 luglio 2001  | ITF Women's Circuit Tianjin, Tientsin | Cemento    | Liu Nannan | Li Ting Shen Liuli           | 6-4, 6-1      |
| 2. | 9 novembre 2003 | ITF Women's Circuit Taizhou, Taizhou  | Cemento    | Xie Yanze  | Yang Shujing Yu Ying         | 6–3, 4-6, 6-2 |
| 3. | 25 gennaio 2004 | Challenger of Boca Raton, Boca Raton  | Cemento    | Xie Yanze  | Allison Bradshaw Julie Ditty | 6-1, 6-2      |

#### Sconfitte (3)
| Torneo $100.000 (0) |
| Torneo $80.000 (0)  |
| Torneo $75.000 (2)  |
| Torneo $60.000 (0)  |
| Torneo $50.000 (0)  |
| Torneo $25.000 (0)  |
| Torneo $15.000 (0)  |
| Torneo $10.000 (1)  |

| N. | Data           | Torneo                                   | Superficie  | Partner    | Rivali in finale                | Risultato        |
| 1. | 15 luglio 2001 | ITF Women's Circuit Tianjin, Tientsin    | Cemento     | Liu Nannan | Ma Enyue Xie Yanze              | 5-7, 7-5, 4-6    |
| 2. | 25 aprile 2004 | Dothan Pro Tennis Classic, Dothan        | Terra verde | Xie Yanze  | Lisa McShea Milagros Sequera    | 7-6(6), 4-6, 2-6 |
| 3. | 6 giugno 2004  | ITF Women's Circuit Prostejov, Prostějov | Terra rossa | Xie Yanze  | Libuse Prusová Barbora Strýcová | 1-6, 3-6         |

## Risultati in progressione
| Sigla | Risultato               |
| ----- | ----------------------- |
| V     | Vincitore               |
| F     | Finalista               |
| SF    | Semifinalista           |
| O     | Oro olimpico            |
| A     | Argento olimpico        |
| SF    | Bronzo olimpico         |
| QF    | Quarti di Finale        |
| 4T    | Quarto turno            |
| 3T    | Terzo turno             |
| 2T    | Secondo turno           |
| 1T    | Primo turno             |
| RR    | Round Robin             |
| LQ    | Turno di qualificazione |
| A     | Assente                 |
| ND    | Non disputato           |

| Legenda superfici    |
| -------------------- |
| Cemento              |
| Terra battuta        |
| Erba                 |
| Superficie variabile |

### Singolare
- Ultimo aggiornamento Dubai

| Tornei del Grande Slam     |               |               |               |               |               |               |               |               |                 |                 |               |                 |                 |                 |                 |                 |                 |         |         |
| Australian Open, Melbourne | A             | A             | A             | A             | 2T            | 1T            | 2T            | 1T            | 3T              | 1T              | 4T            | 2T              | 2T              | 1T              | 4T              | A               | 2T              | 0 / 12  | 13–12   |
| Open di Francia, Parigi    | A             | A             | A             | Q3            | 2T            | 2T            | A             | 2T            | 1T              | A               | 3T            | 3T              | 2T              | 1T              | 1T              | A               |                 | 0 / 9   | 8–9     |
| Wimbledon, Londra          | A             | A             | A             | 1T            | A             | 3T            | 1T            | 3T            | 2T              | A               | 4T            | 4T              | 2T              | 4T              | A               | 1T              |                 | 0 / 10  | 15–10   |
| US Open, New York          | A             | A             | A             | Q1            | 1T            | 1T            | 1T            | 2T            | 2T              | 3T              | 4T            | 1T              | 2T              | SF              | A               | 1T              |                 | 0 / 11  | 13–11   |
| Vittorie-sconfitte         | 0–0           | 0–0           | 0–0           | 0–1           | 2–3           | 3–4           | 1–3           | 4–4           | 4–4             | 2–2             | 11–4          | 6–4             | 4–4             | 8–4             | 3-2             | 0-2             | 1-1             | 0 / 42  | 49–42   |
| Giochi Olimpici            |               |               |               |               |               |               |               |               |                 |                 |               |                 |                 |                 |                 |                 |                 |         |         |
| Giochi olimpici estivi     | Non disputato | Non disputato | Non disputato | A             | Non disputato | Non disputato | Non disputato | 2T            | Non disputato   | Non disputato   | Non disputato | 2T              | Non disputato   | Non disputato   | Non disputato   | 1T              | ND              | 0 / 3   | 2–3     |
| Tornei di fine anno        |               |               |               |               |               |               |               |               |                 |                 |               |                 |                 |                 |                 |                 |                 |         |         |
| Tournament of Champions    | Non disputato | Non disputato | Non disputato | Non disputato | Non disputato | Non disputato | Non disputato | Non disputato | Non qualificata | Non qualificata | QF            | Non qualificata | Non qualificata | Non qualificata | Non qualificata | Non qualificata | Non qualificata | 0 / 1   | 0–1     |
| WTA Premier Mandatory      |               |               |               |               |               |               |               |               |                 |                 |               |                 |                 |                 |                 |                 |                 |         |         |
| Indian Wells               | A             | A             | 1T            | A             | A             | 1T            | 3T            | 3T            | 3T              | 3T              | QF            | 2T              | 3T              | 2T              | A               | 1T              | 4T              | 0 / 12  | 15–12   |
| Miami                      | A             | A             | 1T            | A             | A             | 2T            | 2T            | 2T            | 3T              | 2T              | 4T            | 3T              | 2T              | 2T              | A               | 2T              | 3T              | 0 / 12  | 14–12   |
| Madrid                     | Non disputato | Non disputato | Non disputato | Non disputato | Non disputato | Non disputato | Non disputato | Non disputato | 2T              | 2T              | 1T            | 1T              | 1T              | 2T              | 1T              | A               |                 | 0 / 7   | 3–7     |
| Pechino                    | Non disputato | Non disputato | Non disputato | Tier II       | Tier II       | Tier II       | Tier II       | Tier II       | QF              | 1T              | 1T            | 3T              | 1T              | 2T              | A               | 2T              |                 | 0 / 7   | 7–7     |
| WTA Premier 5              |               |               |               |               |               |               |               |               |                 |                 |               |                 |                 |                 |                 |                 |                 |         |         |
| Dubai                      | Tier II       | Tier II       | Tier II       | Tier II       | Tier II       | Tier II       | Tier II       | Tier II       | 1T              | A               | 2T            | Premier         | Premier         | Premier         | 2T              | P               | 3T              | 0 / 4   | 4–4     |
| Doha                       | Tier III      | Tier III      | Tier III      | Tier II       | Tier II       | Tier II       | Tier II       | 1T            | Non disputato   | Non disputato   | P             | 2T              | A               | 2T              | P               | A               | P               | 0 / 3   | 2–3     |
| Roma                       | A             | A             | A             | A             | 1T            | 2T            | A             | 1T            | 1T              | A               | 1T            | 1T              | 2T              | 1T              | A               | A               |                 | 0 / 8   | 2–8     |
| Montréal/Toronto           | A             | A             | A             | A             | A             | A             | 3T            | A             | 1T              | A               | 2T            | 2T              | A               | Q1              | A               | A               |                 | 0 / 4   | 4–4     |
| Cincinnati                 | Non disputato | Non disputato | Non disputato | Tier III      | Tier III      | Tier III      | Tier III      | Tier III      | 3T              | A               | QF            | 3T              | 1T              | A               | A               | A               |                 | 0 / 4   | 7–4     |
| Tokyo                      | A             | A             | A             | A             | 1T            | A             | Q1            | A             | 2T              | Q1              | 3T            | 1T              | 2T              | Premier         | Premier         | Premier         | Premier         | 0 / 5   | 4-5     |
| Wuhan                      | Non disputato | Non disputato | Non disputato | Non disputato | Non disputato | Non disputato | Non disputato | Non disputato | Non disputato   | Non disputato   | Non disputato | Non disputato   | Non disputato   | 1T              | A               | 1T              |                 | 0 / 2   | 0-2     |
| Tier I                     |               |               |               |               |               |               |               |               |                 |                 |               |                 |                 |                 |                 |                 |                 |         |         |
| Charleston                 | A             | A             | A             | A             | 2T            | 1T            | 3T            | A             | Premier         | Premier         | Premier       | Premier         | Premier         | Premier         | Premier         | Premier         | Premier         | 0 / 3   | 3–3     |
| Berlino                    | A             | A             | A             | A             | 3T            | A             | 3T            | 2T            | Non disputato   | Non disputato   | Non disputato | Non disputato   | Non disputato   | Non disputato   | Non disputato   | Non disputato   | Non disputato   | 0 / 3   | 5–3     |
| San Diego                  | Tier II       | Tier II       | Tier II       | A             | SF            | 2T            | 1T            | Non disputato | Non disputato   | Premier         | Premier       | Premier         | Premier         | Non disputato   | Non disputato   | Non disputato   | Non disputato   | 0 / 3   | 5–3     |
| Mosca                      | A             | A             | A             | A             | A             | A             | A             | A             | Premier         | Premier         | Premier       | Premier         | Premier         | Premier         | Premier         | Premier         | Premier         | 0 / 0   | 0–0     |
| Zurigo                     | A             | A             | A             | A             | A             | A             | 1T            | Tier II       | Non disputato   | Non disputato   | Non disputato | Non disputato   | Non disputato   | Non disputato   | Non disputato   | Non disputato   | Non disputato   | 0 / 1   | 0–1     |
| Carriera                   | 2001          | 2002          | 2003          | 2004          | 2005          | 2006          | 2007          | 2008          | 2009            | 2010            | 2011          | 2012            | 2013            | 2014            | 2015            | 2016            | 2017            | No.     | No.     |
| Tornei giocati             | 1             | 1             | 2             | 4             | 16            | 17            | 18            | 23            | 22              | 13              | 23            | 23              | 18              | 14              | 7               | 20              | 8               | 229     | 229     |
| Titoli                     | 0             | 0             | 0             | 0             | 0             | 0             | 0             | 0             | 0               | 0               | 0             | 0               | 0               | 0               | 0               | 1               | 0               | 1       | 1       |
| Finali raggiunte           | 0             | 0             | 0             | 0             | 0             | 1             | 0             | 2             | 0               | 0               | 1             | 0               | 1               | 1               | 0               | 1               | 1               | 8       | 8       |
| Vittorie-sconfitte totali  | 0–1           | 0–1           | 0–2           | 5–4           | 20–16         | 18–16         | 19–18         | 25–23         | 23–22           | 15–12           | 48–21         | 22–23           | 18–18           | 14–13           | 6-7             | 25-18           | 15-8            | 274–223 | 274–223 |
| Ranking di fine anno       | 516           | 359           | 326           | 73            | 37            | 56            | 46            | 40            | 47              | 72              | 17            | 40              | 45              | 22              | 136             | 109             |                 | No. 14  | No. 14  |

## Vittorie contro giocatrici Top 10
| Stagione | 2005 | 2006 | 2007 | 2008 | 2009 | 2010 | 2011 | 2012 | 2013 | 2014 | 2015 | 2016 | 2017 | Totale |
| Vittorie | 3    | 0    | 1    | 1    | 1    | 1    | 4    | 1    | 0    | 1    | 0    | 0    | 1    | 14     |

| #    | Giocatrice              | Ranking | Evento                                   | Superficie  | Turno | Punteggio     | Rank. PSR |
| ---- | ----------------------- | ------- | ---------------------------------------- | ----------- | ----- | ------------- | --------- |
| 2005 |                         |         |                                          |             |       |               |           |
| 1.   | Anastasija Myskina      | 3       | Sydney International, Sydney             | Cemento     | 2T    | 6-1, 6-3      | 80        |
| 2.   | Elena Dement'eva        | 6       | San Diego Open, San Diego                | Cemento     | 2T    | 7-5, 6-4      | 46        |
| 3.   | Kim Clijsters           | 10      | San Diego Open, San Diego                | Cemento     | QF    | 6-4, 6-4      | 46        |
| 2007 |                         |         |                                          |             |       |               |           |
| 4.   | Amélie Mauresmo         | 10      | China Open, Pechino                      | Cemento     | QF    | 4-6, 6-4, 6-2 | 49        |
| 2008 |                         |         |                                          |             |       |               |           |
| 5.   | Marion Bartoli (1)      | 9       | Internationaux de Strasbourg, Strasburgo | Terra rossa | 2T    | 6-1, 1-0 rit. | 66        |
| 2009 |                         |         |                                          |             |       |               |           |
| 6.   | Jelena Janković (1)     | 8       | China Open, Pechino                      | Cemento     | 2T    | 4-6, 7-5, 6-2 | 53        |
| 2010 |                         |         |                                          |             |       |               |           |
| 7.   | Agnieszka Radwańska (1) | 10      | US Open, New York                        | Cemento     | 2T    | 2-6, 6-1, 6-4 | 61        |
| 2011 |                         |         |                                          |             |       |               |           |
| 8.   | Jelena Janković (2)     | 8       | Australian Open, Melbourne               | Cemento     | 2T    | 7-6(3), 6-3   | 54        |
| 9.   | Francesca Schiavone     | 5       | Qatar Ladies Open, Doha                  | Cemento     | 2T    | 7-5, 6-3      | 38        |
| 10.  | Li Na                   | 7       | Indian Wells Open, Indian Wells          | Cemento     | 2T    | 4-6, 6-3, 6-3 | 36        |
| 11.  | Vera Zvonarëva          | 3       | Brussels Open, Bruxelles                 | Terra rossa | SF    | 6-3, 6-3      | 31        |
| 2012 |                         |         |                                          |             |       |               |           |
| 12.  | Marion Bartoli (2)      | 7       | Dubai Tennis Championships, Dubai        | Cemento     | 1T    | 6-4, 6-3      | 17        |
| 2014 |                         |         |                                          |             |       |               |           |
| 13.  | Agnieszka Radwańska (2) | 5       | US Open, New York                        | Cemento     | 2T    | 6-3, 6-4      | 39        |
| 2017 |                         |         |                                          |             |       |               |           |
| 14.  | Agnieszka Radwańska (3) | 6       | Indian Wells Open, Indian Wells          | Cemento     | 3T    | 6-4, 6-4      | 49        |